# 102. vestlige længdekreds
Den 102. vestlige længdekreds (eller 102 grader vestlig længde) er en længdekreds, der ligger 102 grader vest for nulmeridianen. Den løber gennem Ishavet, Nordamerika, Stillehavet, det Sydlige Ishav og Antarktis.